# Arthur Morin
Arthur Jules Morin (Pariz, 19. listopada 1795. – Pariz, 7. veljače 1880.) bio je francuski fizičar, autor brojnih eksperimenata iz oblasti mehanike i izumitelj sprave za studiranje tijela u slobodnom padu.

## Životopis
Arthur Jules Morin je studirao na École polytechnique. Kasnije je radio kao profesor u Metzu a od 1839. do 1849. radi na nacionalnom konzervatorijumu Conservatoire National des Arts et Métiers. Član Francuske akademije znanosti postao je 1843. godine, zauzimajuću upražnjeno mjesto koje je ostalo poslije smrti Gasparda Coriolisa. Morin je specijalizirao strojarstvo, baveći se učinkovitošću strojeva. Pravio je opsežna mjerenja o trenju i efikasnosti hidrauličkih motora, posebice rotora i turbina. Osmislio je stroj za proučavanje tijela u padu po njemu nazvan Morinov stroj. Dinamometar Morin je također bio njegov pronalazak.
Odlikovan je ordenom Legije časti. Njegovo ime nalazi se na popisu 72 znanstvenika ugraviranih na Eifellovom tornju.

## Vanjske poveznice
- Arthur MORIN (1795-1880)  Arhivirana inačica izvorne stranice od 24. rujna 2015. (Wayback Machine) Société des Amis de la Bibliothèque de l'École Polytechnique
- Discours prononcé aux funérailles de M. Morin au nom de l'Académie des Sciences et du Conservatoire des arts et métiers